# 黃河頌 (油畫)
《黃河頌》，是1972年中华人民共和国畫家陳逸飛早年的成名油畫作品，長297釐米、寬143.5釐米，以寬銀幕式繪畫，描述一位紅軍站在黃河旁的山嶺，眺望天際。該畫作被視為文革後中國美術史的重要作品，1996年在香港曾以128.5萬港元售出，而2007年5月在北京2007嘉德春季拍賣會上，估價2000萬元人民幣，最終以4032萬元人民幣成交，11年升值逾30倍，創下當時中國油畫作品最高的成交紀錄。

## 背景
《黃河協奏曲》在1969年問世數年後，《解放日報》美術編輯洪廣文需要借調人手繪畫宣傳畫作。1972年，年僅25歲的陳逸飛為上海油畫雕塑創作室油畫組負責人，隨即與夏葆元、王永強、張定釗、秦大虎、嚴國基奉調參與上海市《黃河》油畫組畫的設計。創作室位於漢口路309號的舊《申報》大樓三樓。
鋼琴協奏曲共成4個部分，這組畫也分為4幅。嚴國基畫第一樂章《黃河船夫曲》，陳逸飛畫第二樂章《黃河頌》，夏葆元和王永強畫第三樂章《黃河憤》；秦大虎和張定釗畫的第四樂章《保衛黃河》，其中《保衛黃河》原本是畫毛澤東與林彪在一起，後來林彪變節，需要重畫。
在四幅作品中，陳逸飛的《黃河頌》最為外界熟悉。它的初稿是水粉稿，除了畫一位紅軍外，身邊還有一位披著羊皮的農民，但陳逸飛認為一個人站在山嶺，會令畫面更簡潔有力，在第二稿剔走農民角色。這做法當時引起美術界爭議，認為這做法不能代表群眾，至少也得加個民兵。為了按自己的想法繪出該畫，陳逸飛為此要跟各領導打招呼、通關係。

陳逸飛為了畫士兵手握步槍的樣子，還找來了一張蘇聯油畫的印刷品，內容是列寧檢閱軍隊，一排排戰士手握步槍，陳逸飛為了研究這張模糊不清的印刷品，把作品看了一個上午。
直至5年後，1977年舉辦的全軍美術展首次展出該作，其感染力和繪畫技巧引起美術界的關注，奠定了陳逸飛在中國美術史上的地位。
1980年代，陳逸飛決定出國，登機前一晚，突然決定要將數幅畫搬走，尤其是《黃河頌》。由於《黃河頌》大小非凡，陳逸飛要叫一班小兄弟幫手搬運，但畫作實在太大，要用兩輛自行車一前一後才可以載走，不料在拐彎時，《黃河頌》的畫布裂開了。據說後來的修復工作是由陳逸飛胞弟陳逸鳴負責。

## 畫作
《黃河頌》的筆工、構圖、色彩運用在中國美術界深受推崇，中新社形容該畫時指：「（作者）注重造型的塊面處理和筆觸表現，士兵的腳部及其立足的岩石等受光面，筆刀兼用，積色較厚，刻畫既結實又瀟灑；色彩明亮，有光芒萬丈的金光感。」　
1997年元旦陳逸飛在《新民晚報》曾撰寫《既英雄又浪漫》一文說：「《黃河頌》最初的構想，是畫一個羊倌，扎著羊肚子頭巾，扛著頭，仰天高唱信天游。反復思量后，發覺這種表現方式幾乎是在詮釋《黃河大合唱》的歌詞，便毅然舍棄。轉而改成一個紅軍戰士，站在山巔，笑傲山河。創作過程中，我把山頂明亮如熾的光感復還到畫布上，渲染成一片耀眼的白芒；我在紅軍戰士的步槍槍眼裡，畫了一小團紅布，形同一朵盛開鮮艷的小花，還在他的腳下，畫上一行斜飛南行的大雁。」
1996年，該畫在香港蘇富比公司拍賣，以128.5萬港元成交，成為當時中國最昂貴的油畫之一。2007年5月13日該畫將在嘉德公司拍賣會上再次拍賣，嘉德公司估價為2000萬元，後以4032萬成交，再創中國油畫成交紀錄。

## 外部連結
- 黃河頌原圖 （页面存档备份，存于）